# Alexandre Leão
Alexandre Leão (Salvador, 1 de setembro de 1971) é um cantor, instrumentista e compositor brasileiro.

## Carreira
Começou sua carreira profissional como compositor aos 17 anos, quando a cantora Maria Bethânia gravou Paiol do Ouro (parceria com Olival Mattos) no disco "Memória da Pele". Alexandre tem músicas gravadas por Ivete Sangalo, Rosa Passos, Margareth Menezes, Família Caymmi, Gabriela, Marcelo D2, Arnaldo Antunes, entre outros. Algumas das suas canções estão em trilhas sonoras de filmes como Se Eu Fosse Você, de Daniel Filho e Falsa Loura, de Carlos Reichenbach e novelas como Marcas da Paixão, Essas Mulheres, Mutantes - Caminhos do Coração, Alta Estação (Rede Record), Cumplices de um resgate e Cristal (SBT) e Água na Boca (Band).[carece de fontes?]
Em 1998, realizou sua primeira viagem à Europa, fazendo shows em Lisboa e Porto (Portugal), e Frankfurt (Alemanha). Classificou-se entre os semifinalistas do Prêmio Visa (SP) na categoria “intérprete”. No ano seguinte estaria de volta à premiação na categoria “compositor”. Foi o único artista a classificar-se em três edições diferentes, como cantor, compositor e violonista.[carece de fontes?]
No ano seguinte conquistou o Prêmio Copene Cultura e Arte, na Bahia, que rendeu a gravação do seu primeiro álbum, Minha Palavra. O disco recebeu também o Troféu Caymmi de melhor CD do ano. Em 2003 gravou seu segundo álbum, Alexandre Leão, pela Gravadora Velas. [carece de fontes?]
O lançamento seguinte viria em 2005 com Axé, Babá, disco que traz releituras muito particulares de grandes clássicos do Carnaval baiano. A faixa “Vumbora Amar” foi licenciada para a gravadora norte-americana Putumayo, que a incluiu no álbum Brazilian Café, com distribuição em mais de 100 países. O álbum “Axé, Babá” transformou-se numa referência para músicos dentro e fora da Bahia. Em 2022, Adriana Calcanhoto e Francisco Gil regravaram a canção “Vumbora Amar”, declarando terem usado o registro de Leão como referência.[carece de fontes?]
Em 2009 lançou o seu quarto cd, Quatro Cantos, no qual passeia por gêneros diversos em canções compostas com vários parceiros como Manuca Almeida, Targino Gondim, Jau, Carlos Colla e Luiz Galvão.[carece de fontes?]
Alexandre Leão é protagonista da mais longa temporada de um espetáculo musical na Bahia. O artista se apresenta todas as sextas na Varanda do Teatro SESI Rio Vermelho desde 2005, sempre com casa cheia e convidados especiais. São 17 anos de sucesso.[carece de fontes?]
O Teatro e o Baile. Este é o nome do primeiro DVD de Alexandre, gravado no Teatro e na Varanda do SESI Rio Vermelho, em Salvador, com participações de Armandinho, Margareth Menezes, Saulo Fernandes, Lazzo Matumbi e Virgílio. O DVD registra dois shows distintos, um mais acústico e intimista e outro completamente festivo e dançante.[carece de fontes?]
De 2012 a 2017 Alexandre atuou ao lado de Margareth Menezes no show Para Gil e Caetano, aclamado pela critica e pelo público das cidades por onde passou em todo o Brasil, em mais de 70 apresentações. Em maio de 2014 foi gravado o DVD em parceria com o Canal Brasil, com participações de Saulo, Rosa Passos, Moreno Veloso, Bem e Preta Gil, além dos homenageados Gilberto Gil e Caetano Veloso.[carece de fontes?]
Foi um dos protagonistas do espetáculo Duas & Dois, sob direção de Andrezão Simões, que ficou dois anos e meio em cartaz, até 2017.[carece de fontes?]
Apresentou o programa de entrevistas musicais 'ala De Som, na TVE Bahia entre os anos de 2015 e 2017. Integrou a Curadoria ou Comissão Julgadora de importantes editais e premiações como Prêmio Copene 2005, Festival da Educadora 2014, Edital Arte em Toda Parte (Pref. Mun. Salvador) 2015 e Prêmio Caymmi 2017. Formado em publicidade e propaganda pela Universidade Católica do Salvador (UCSal), Leão é também um premiado produtor e criador de Jingles e Trilhas Publicitárias.[carece de fontes?]
Já na “era do streaming”, em 2019, Alexandre gravou Música e Músicos, álbum em que compartilha suas recentes criações com aqueles que fazem a música acontecer no coração e na alma do seu público: os músicos. Lançado exclusivamente nas plataformas digitais, tem participações de Luiz Caldas, Moreno Veloso, Adelmo Casé, maestro Nelson Ayres, Roberto Mendes, entre outros, e canções inéditas, incluindo algumas com o novo parceiro José Carlos Capinan, além dos poetas Jorge Portugal e Gileno Félix.[carece de fontes?]
O ano de 2020, marcado pelo início da pandemia do Coronavirus, mudou a maneira dos músicos se conectarem a seu público. Alexandre Leão inaugura neste período uma nova fase em sua carreira, realizando Lives semanais que ampliaram a abrangência “geográfica” do seu público e o número de seus seguidores nas redes sociais. As “Lives do Quarto Azul” viraram tradição. Nelas, Alexandre interage intensamente com o público atendendo pedidos, contando histórias e conversando com convidados muito especiais. Também nesse período, gravou o EP Feito em Casa.[carece de fontes?]
Alexandre é um dos fundadores do Microtrio, que inaugurou uma nova tendência de pequenos “trios elétricos” no Carnaval da Bahia, tendo atuado de 1996 a 1999 neste “palco itinerante”. Apresenta–se desde então todos os anos na maior festa baiana, seja em palcos do Pelourinho, bairros de Salvador, cidades do interior e trios elétricos. Em 2014, esteve à frente do Bloco Afro Pop, de Margareth Menezes, no Circuito Barra-Ondina em um dos dias de desfile.[carece de fontes?]
Desde 2017 apresenta-se ao lado de Moreno Veloso em shows especiais de Carnaval. Neste primeiro ano de parceria, homenageando a Tropicália, os artistas receberam como convidados Caetano Veloso, Gilberto Gil e Capinan. Em 2018, o homenageado foi Moraes Moreira e o convidado da dupla foi Davi Moraes e novamente Caetano Veloso. Nos anos seguintes os convidados foram Bem Gil e Targino Gondim.[carece de fontes?]

## Discografia
- Quatro Cantos (2009)
- Axé, Babá (2005)
- Alexandre Leão (2002)
- Minha Palavra (1999)
- DVD O Teatro e o Baile (2014)
- Música e Músicos (2019)
- Feito em Casa, EP (2020)